# Tour d'Italie de guerre
Le Tour d'Italie de guerre  est une ancienne course cycliste disputée en 1942 et 1943. Elle n'eut lieu que deux fois. Organisée par La Gazzetta dello Sport, créateur de l'épreuve, le vainqueur était désigné par addition de points,. Le palmarès de cette compétition ne compte pas dans le palmarès du Tour d'Italie.
- Huit courses furent sélectionnées en 1942 : 
  - Milan-San Remo
  - Tour du Latium
  - Tour de Toscane
  - Tour d'Émilie
  - Tour de Vénétie
  - Tour du Piémont
  - Tour de Campanie
  - Tour de Lombardie
- Quatre courses furent sélectionnées en 1943 :
  - Milan-San Remo
  - Trophée Moschini
  - Tour de Toscane
  - Grand Prix de Rome

## Palmarès
| Année | Vainqueur       | Deuxième        | Troisième    |
| ----- | --------------- | --------------- | ------------ |
| 1942  | Gino Bartali    | Pierino Favalli | Adolfo Leoni |
| 1943  | Glauco Servadei | Olimpio Bizzi   | Gino Bartali |